# Чжао Гао
Чжао Гао (кит. трад. 趙高, упр. 赵高; ум. 207 до н. э.) — главный евнух при императорском дворе династии Цинь, который путём сложных интриг смог захватить фактическую власть в стране и способствовал гибели династии. Хотя он упоминается как евнух, он не прошёл процедуры кастрации, страдая врождённой половой дисфункцией.

## Ранние годы
Когда Чжао был чиновником низкого ранга, он совершил тяжёлое преступление и должен был быть казнён по приговору государственного прокурора Мэн И. Император Цинь Шихуан даровал ему прощение и восстановил его в должности, так как считал его достойным человеком для исполнения своих обязанностей.

## Смерть императораЦинь Шихуана
Перед смертью Цинь Шихуан, оставляя империю своему старшему сыну Фу Су, послал тому письмо с завещанием и указанием встречать траурный кортеж. Чжао Гао, будучи начальником канцелярии, должен был поставить на письмо печать и отправить. Он задержал отправку письма, и письмо так и не дошло до адресата.
Когда Цинь Шихуан внезапно умер, Чжао Гао и Ли Сы некоторое время скрывали его смерть. Они поместили гроб с телом императора на повозку, носили еду и принимали письма императору, отвечая на них от его имени. Когда из-за сильной жары тело стало разлагаться; они обложили повозку солёной рыбой, чтобы перебить запах. Они же подделали завещание императора, назначив наследником младшего сына Ху Хая, наставником которого был Ли Сы. Они послали от имени Цинь Шихуана старшему сыну Фу Су и генералу Мэн Тяню приказание почётно покончить с собой. Генерал Мэн Тянь был старшим братом Мэн И и охранял страну от хунну на северной границе, он обладал очень хорошей репутацией. Мэн И также был убит.

## Управление страной
Чжао Гао смог взять в свои руки дела государства, уговорив императора не принимать чиновников непосредственно. В начале правления по приказу Эрши Хуана были казнены большинство губернаторов и чиновников при дворе.
Обвинив в заговоре, Чжао Гао смог расправиться и с Ли Сы, который был казнён жестокой казнью четвертования, которую сам же Ли Сы ввёл в употребление. По циньскому закону о государственных преступниках семья Ли Сы была уничтожена в трёх поколениях. Чжао Гао занял должность главного советника.
В 207 до н. э. восстание охватило всю империю, все шесть покоренных царств были потеряны, и Чжао Гао испугался, что император обвинит его в поражениях. Он организовал отряд, который ворвался во дворец под видом преследования разбойников; императору было приказано покончить с собой.
Новый правитель Цзыин — племянник Эрши Хуана — по совету Чжао Гао принял титул вана, а не императора, так как Цинь уже не контролировало всего Китая. Цзыин испугался, что Чжао Гао таким же способом казнит и его. Во время поста при принятии должности он не вышел в храм, и Чжао Гао пошёл к нему лично просить войти в храм. Тогда Цзыин убил Чжао Гао.
Цзыину удалось продержаться у власти 46 дней, после чего столицу заняли отряды Лю Бана и династия пала окончательно.

## Лошадь и олень
Когда император отчитал Чжао Гао за поражения, евнух задумал совершить переворот. В «Исторических записках» (Шицзи) имеется следующее описание:
«Задумав переворот, Чжао Гао боялся, что некоторые царедворцы не послушаются его приказов. Поэтому он решил сначала испытать их. Он приказал привести оленя и представил его императору, назвав лошадью. Эрши Хуан рассмеялся и сказал: „Возможно, советник ошибается, называя оленя лошадью?“ И спросил всех, кто был вокруг. Некоторые молчали, некоторые, в надежде на благосклонность Чжао Гао, заявили, что это лошадь, другие же сказали, что это несомненно олень. Позднее Чжао тайно наказал всех, кто признал правду, осудив их за разные преступления. После этого чиновники смертельно боялись евнуха».
Эту историю приводят также Хань Фэй-цзы, Хуайнань-цзы, Лу Цзя и Ван Чун.
Отсюда возникла китайская поговорка «указывая на оленя, называть (его) лошадью» (кит. трад. 指鹿為馬, упр. 指鹿为马, пиньинь zhǐ lù wéi mǎ, палл. чжи лу вэй ма), используемая для описания случаев намеренного грубого искажения очевидных фактов в конъюнктурных целях.